# 民族問題研究所
民族問題研究所（韓語：민족문제연구소）是韩国的民间团体，是韩国为继承追查、研究亲日派者林鍾国的遗志而设立的机构。目前由任軒永担任所长。

## 设立目标
民族問題研究所因以下几点原因而设立：
1. 研究韩国近现代史中有争议的话题、对韩日间的历史问题进行清算。
2. 负责编纂《親日人名辞典》、对韩国国内的日本法西斯残余势力（即所谓的“日帝残滓”）进行清算。

参看研究所《民族问题解决的重点在于对曲折的民族历史进行清算》、《推行正确历史教育、复兴民族正气的重要性》中的说明。（正文在外部链接中研究所的网站可以查看）

## 沿革
- 1991年 反民族問題研究所设立。
- 1995年 改名为社团法人民族問題研究所。
- 2001年 由统一时代民族文化集团发起的親日人名辞典編纂委員会成立。

## 脚注
1. ↑  政府、「親日人名辞典」募金を許可(東亜日報記事) （页面存档备份，存于）に林鍾國の解説がある。